# Gli ultimi tre giorni
Gli ultimi tre giorni è un film del 1977 diretto da Gianfranco Mingozzi.

## Trama
Lo sceneggiato narra le vicende avvenute nell'ottobre del 1926, quando vi fu l'ultimo attentato a Benito Mussolini. La pellicola non cita i nomi dei veri protagonisti della vicenda: il vero attentatore era il sedicenne Anteo Zamboni, morto il 31 ottobre del 1926 dopo aver sparato contro il duce, sfiorandolo solamente nelle vesti, ucciso a pugnalate e poi impiccato da fascisti della milizia. Vengono messi in scena gli avvenimenti che portarono all'ultimo attentato, poi preso come pretesto per l'istituzione del tribunale speciale per la difesa dello Stato, il ripristino della pena di morte e la messa fuori legge dei partiti di opposizione con l'arresto dei rispettivi membri.